# Фомичёв, Владимир Алексеевич (1943)
Владимир Алексеевич Фомичёв (6 апреля 1943, Москва — 5 апреля 2019, Москва) — советский футболист, полузащитник, Мастер спорта СССР по футболу, военный переводчик с миссией в Уганде (Восточная Африка), помощник тренера и переводчик. В совершенстве владел 4 языками: английский, португальский, испанский, итальянский.

## Биография

### Карьера
В 1950 году поступил в московскую среднюю школу #1 Сокольнического района, окончил в 1960 году (советские шестидесятники). Параллельно с обучением в школе тренировался в ФШМ Москва у Дементьева и Бескова.
В 1961—1963 в составе ЦСКА сыграл 34 матча, забил два гола — в 1962 году в ворота «Жальгириса» (7:0) и «Зенита» (4:0). В то же время получил звание Мастер спорта международного класса.
1964—1970 — поступил и окончил с золотой медалью Военный Институт Иностранных языков (ВИИЯ)по специальности «иностранные языки. Запад». Присвоена квалификация «военный переводчик-референт по английскому языку» и «военный переводчик по португальскому языку».
1970—1978 — переводчик отдела футбола Спорткомитета Вооруженных Сил СССР
1978—1985 — переводчик Спорткомитета стран Варшавского Договора
1985—1991 — Заместитель Начальника Отдела педагогического контроля ВНИИФК
1991—1992 — 2-й тренер футбольной команды мастеров по футболу СКА (Ростов-на-Дону)
1992—1996 — Зам. Директора СДЮШОР ЦСКА по футболу по учебной части
1996—1999 — переводчик Футбольной федерации инвалидов
1999—2002 — переводчик МФК «ГКИ-Газпром»
2002—2004 — переводчик МФК «Динамо-Москва»
2004—2007 — переводчик МФК «Спартак» Москва
2007—2009 — переводчик МФК «Спартак-Щёлково»
2009—2010 — переводчик МФК ЦСКА
2010—2012 — переводчик МФК «Мытищи».